# Ao Vivo (álbum de Marcelo Nascimento)
Ao vivo é o primeiro trabalho ao vivo do cantor Marcelo Nascimento, lançado pela Line Records em setembro de 2008. 
O trabalho foi gravado no dia 24 de junho de 2008, no Centro Cultural Veneza, no Rio de Janeiro, com direção de André Rezende e Murilo Carvalhal da empresa AM Eventos. Foi lançado em versões CD e DVD e conta com um repertório formado por regravações de seus maiores sucessos, além de algumas músicas inéditas.

## Faixas

### CD
1. Vou Vencer
2. O Único Que Faz Acontecer
3. Pra Ele O Meu Viver
4. Volta Correndo
5. Teu Encontro
6. Por Mim
7. Renova As Nossas Vidas
8. A Vitória É Tua
9. Só Vence Quem Lutar
10. Não chores mais
11. Somos Um
12. Paz Real
13. Vem Tocar Em Mim
14. Só Mesmo Por Amor
15. Oferta Viva (Extra)

### DVD
1. A Vitória é minha
2. Derrama Tua glória
3. Não chores mais
4. É pra Ele o meu viver
5. Sofrer nunca mais
6. Mostra a tua força
7. Amor incomparável (Participação de Gisele Nascimento)
8. Oferta viva
9. Pot-pourri: Rio de águas vivas / O único que faz acontecer / Um milagre em Jericó
10. Teu encontro (Participações de Mackson Nascimento e Emanuelle Nascimento)
11. Meu refúgio
12. Levanta e anda
13. Um grande homem
14. Oferta viva
15. Volta pra casa
16. Só vence quem lutar
17. Paz real